# كوت هاشم (حسيني)
كوت هاشم (بالفارسية: کوت هاشم) هي منطقة سكنية تقع في إيران في قسم حسيني الريفي.